# Xã Collins, Quận Story, Iowa
Xã Collins (tiếng Anh: Collins Township) là một xã thuộc quận Story, tiểu bang Iowa, Hoa Kỳ. Năm 2010, dân số của xã này là 787 người.